# 金斧战士
《金斧战士》是一款于1991年在世嘉Master System发行的动作冒险游戏，为金斧系列游戏的衍生作品。游戏的内容为一个年轻的战士为了向死去的父母报仇，前去探索十个迷宫。他要收集九个丢失的水晶，并与恶魔死亡毒蛇进行战斗。玩家必须穿过一个大型的地图，与其中的敌人作战，接着探索神秘的迷宫，与大头目们作战，拿到由众多怪兽所看管的水晶。所有在原版《金斧》中的人物都会客串出现。
《金斧战士》在发行后大多收到负面的评价。评论者认为与原先街机版本相比，本作并没有太多内容。游戏可以和任天堂FC游戏机的《塞达尔传说》进行比较，两款作品在许多关键的游戏元素中具有相似点。

## 情节
大恶魔死亡毒蛇入侵了Firewood、Nendoria和Altorulia这三个国家并杀死了王室家族。一位来自Firewood的年轻英雄制定了寻求战胜大恶魔的计划。为了对付毒蛇的邪恶魔法，他必须找到来自Firewood王室家族的九颗水晶。这些水晶原本可以抵挡毒蛇，但是国王被一个首相出卖，他将这些水晶卖给了毒蛇。死亡毒蛇将水晶藏在九个迷宫内。在英雄的寻找途中，他拜访了众多村民并找到了大量躲避死亡毒蛇的人们。英雄能够学会电、土、火和水魔法。他得知Firewood公主仍旧活着并且英雄本人为Altorulia国王的王子。在找到所有的九颗水晶之后，英雄能够进入最后的第十层迷宫，他在那里找到了神秘的金斧。这把金斧是唯一一样能够伤害死亡毒蛇的武器。

## 游戏
玩家控制着游戏中的英雄。在游戏开始之前可以给他命名。游戏具有一个大型的地图，其中有200多个独一无二的场景和众多敌人。玩家必须通过定位隐藏的迷宫而得到每颗水晶。每个迷宫由怪兽把守并且需要解开的谜团以抵达大头目处来获得水晶。在整个游戏过程中，玩家需要收集多个物品并且提高能力来获得通过先前未能够到达的区域。 第十层迷宫需要收集满九颗水晶才能抵达。玩家必须找到金斧来击败死亡毒蛇。
在游戏中，玩家可以升级武器和防具，也可以学习多种魔法。使用魔法需要用到魔法瓶。游戏中的货币为号角，可以从敌人处得到。这些号角可以在城镇中消费。隐藏地区可以通过用斧头砍掉树木以及用土魔法清除石头抵达。

## 发行
游戏被视作最稀有的世嘉Master System游戏之一。本游戏还包含在PlayStation 3和Xbox 360平台的《索尼克终极创世合集》中，属于解锁游戏。

## 评价
《金斧战士》在发行时没有收到好评。评论者指出本作的游戏与原先的金斧系列形成巨大变化，其中包括Sega Pro中一位为《金斧战士》打出67%的评论家。《电脑与电子游戏》也指出了两个作品之间的差别，并称本作为“难以想象的无聊RPG游戏”。Mean Machines的评论者称它为“无聊”和“乏味”。推荐另外两部作品《伊苏国》和《剑之领主》。
IGN提到本游戏为“历史上最为无聊的仿制作品”。称它为塞尔达传说的仿制作品。评论者提到两者之间具有相似的敌人，地图设计以及称声音都与赛尔达相似以至没有个性。